# Dom Kultury Strzecha w Raciborzu
Dom Kultury Strzecha – budynek w północno-wschodniej części Raciborza mieszczący Dom Kultury "Strzecha".

## Historia

### Do 1922
W maju 1909 zawiązała się w Raciborzu Spółka Budowlana "Strzecha". Jako jedno z pierwszych zadań postawiła sobie nabycie nieruchomości odpowiedniej na urządzenie sali towarzyskiej, w której mogłyby się odbywać zebrania, wieczorki taneczne, czy przedstawienia teatralne. W odezwie napisano m.in.: Kto Polak i katolik niech każdy dorzuci cegiełkę do zbożnego dzieła, a wnet doczekamy się ludzie bezdomni – własnego dachu nad głową. 
W 1911 nabyto obecny budynek, który pełnił rolę polskiego domu narodowego, a w latach 1920-1921 funkcjonował tu komisariat plebiscytowy (wielokrotnie atakowany przez niemieckie bojówki). Prowadzono tu przygotowania do III powstania śląskiego. W latach międzywojennych koncentrował się tutaj ruch sokoli. Znaczenie budynku dla narodu polskiego podkreśla tablica upamiętniająca zasługi "Strzechy", a także osoby, które oddały życie w obronie polskości Ziemi Raciborskiej.
Do 1922 działały tu następujące polskie organizacje i towarzystwa: Towarzystwo Polsko-Górnośląskie, Towarzystwo Gimnastyczne „Sokół”, Garnizonowa Rada Żołnierska (1918-1919), powiatowa Rada Robotnicza, Rada Robotniczo-Żołnierska, Rada Ludowa, polska Powiatowa Rada Ludowa (1918-1920), oddział  Towarzystwa Czytelni Ludowych (począwszy od grudnia 1918), Towarzystwo Oświaty na Śląsku im. św. Jacka, Towarzystwo Polek (od 1920) towarzystwa śpiewacze „Słowik” i „Harmonia”, Związek Towarzystw Młodzieży Powiatu Raciborskiego (od 1920), Bank Ludowy, Spółdzielnia Zakupu i Sprzedaży „Rolnik”, Kółko Rolnicze i Związek Rolników Polskich na Śląsku (od 1921). 

### Do 1945
Po pozostaniu, po III powstaniu śląskim, Raciborza w Niemczech (1922) działał w "Strzesze" Związek Polaków w Niemczech (pracował tu m.in. Arka Bożek), odbywały się tu polskie dożynki. W związku z przeprowadzoną przez Niemców na Śląsku Opolskim obławy polskich powstańców odbył się w obiekcie zjazd powiatowy Związku Polaków w Niemczech, gdzie uchwalono rezolucję, w której napisano m.in.: Zebrani na zjeździe powiatowym w Raciborzu delegaci gmin powiatu raciborskiego wnosimy płomienny protest przeciw dalszemu więzieniu pod zarzutem zdrady stanu aresztowanych Braci naszych. Żądamy dla nich wolności lub o ile władze myślą posiadać przeciw nim dowody, natenczas niechaj zbierze się sąd. Za żadną cenę nie można pozwolić, by o ludziach tych zapomniano i rodziny ich, żony jak i matki, oddano na stały głód i nędzę. W 1927 odbył się w budynku zjazd młodzieży żeńskiej Śląska Opolskiego. W 1933 obchodzono 250. rocznicę bitwy pod Wiedniem. 26 maja 1935 miejsce miała akademia żałobna ku czci marszałka Józefa Piłsudskiego.

### Okres powojenny
Budynek uległ zniszczeniu w 1945. W latach 1946–1947 ruiny zabezpieczono za pieniądze ze składek społecznych. Ponownie oddano go do użytku w 1958, po interwencji Aleksandra Zawadzkiego, którego powiadomiono o opieszałości działań. W 1959 otwarto kino, a w 1960 amfiteatr na 1600 miejsc w sąsiedztwie. W 1974 Państwowy Teatr Ziemi Opolskiej z Opola uruchomił w "Strzesze" filię swojej Małej Sceny. W 1994 dokonano kapitalnego remontu budynku. W 2001 dom kultury wszedł w skład Raciborskiego Centrum Kultury.

## Architektura
Eklektyczny, trzykondygnacyjny budynek wybudowany w końcu lat 90. XIX wieku. Wyróżniają się ozdobne okna drugiej kondygnacji, które ujęto w kanelowane pilastry zamknięte naczółkami i oparte na balustradach. Obiekt zawiera salę koncertową na około dwieście miejsc.
Obiekt wpisano do rejestru zabytków 30 grudnia 1994 (nr rej. A/616/2020).